# Freestyle-Skiing-Weltcup 2017/18
Der Freestyle-Skiing-Weltcup 2017/18 war eine von der FIS organisierte Wettkampfserie, die am 5. August 2017 im chilenischen El Colorado begann und am 24. März 2018 in Stoneham endete. Ausgetragen wurden Wettbewerbe in den Disziplinen Aerials (Springen), Moguls (Buckelpiste), Dual Moguls (Parallel-Buckelpiste), Skicross, Halfpipe, Slopestyle und Big Air. Höhepunkt der Saison waren die Olympischen Winterspiele 2018 in Pyeongchang, deren Ergebnisse jedoch nicht für den Weltcup zählten.

## Männer

### Weltcupwertungen
| Rang | Name               | Punkte |
| ---- | ------------------ | ------ |
| 01   | Mikaël Kingsbury   | 94,00  |
| 02   | Alex Ferreira      | 60,33  |
| 03   | Andri Ragettli     | 60,00  |
| 04   | Maxim Burow        | 59,17  |
| 05   | Dmitri Reicherd    | 58,50  |
| 06   | Jia Zongyang       | 54,83  |
| 07   | Anton Kuschnir     | 53,33  |
| 08   | David Wise         | 46,50  |
| 09   | Marc Bischofberger | 46,20  |
| 10   | Christian Nummedal | 45,80  |

| Rang | Name                | Punkte | Siege |
| ---- | ------------------- | ------ | ----- |
| 01   | Maxim Burow         | 355    | 1     |
| 02   | Jia Zongyang        | 329    | 1     |
| 03   | Anton Kuschnir      | 320    | 2     |
| 04   | Maxim Huszik        | 267    | 0     |
| 05   | Qi Guangpu          | 254    | 0     |
| 06   | Oleksandr Abramenko | 182    | 0     |
| 07   | Ilja Burow          | 161    | 0     |
| 08   | Olivier Rochon      | 157    | 0     |
| 09   | Lewis Irving        | 153    | 0     |
| 010  | Jonathon Lillis     | 143    | 0     |

| Rang | Name                | Punkte | Siege |
| ---- | ------------------- | ------ | ----- |
| 01   | Mikaël Kingsbury    | 940    | 7     |
| 02   | Dmitri Reicherd     | 585    | 0     |
| 03   | Ikuma Horishima     | 441    | 3     |
| 04   | Shō Endō            | 342    | 0     |
| 05   | Matt Graham         | 334    | 0     |
| 06   | Benjamin Cavet      | 326    | 0     |
| 07   | Choi Jae-woo        | 288    | 0     |
| 08   | Bradley Wilson      | 261    | 0     |
| 09   | Sacha Theocharis    | 244    | 0     |
| 10   | Marc-Antoine Gagnon | 235    | 0     |

| Rang | Name                  | Punkte | Siege |
| ---- | --------------------- | ------ | ----- |
| 01   | Marc Bischofberger    | 462    | 2     |
| 02   | Jean-Frédéric Chapuis | 403    | 1     |
| 03   | Kevin Drury           | 398    | 1     |
| 04   | Alex Fiva             | 349    | 1     |
| 05   | Sergei Ridsik         | 325    | 1     |
| 06   | Jonas Lenherr         | 316    | 1     |
| 07   | François Place        | 302    | 0     |
| 08   | Paul Eckert           | 283    | 1     |
| 09   | Thomas Zangerl        | 252    | 0     |
| 10   | Terence Tchiknavorian | 245    | 0     |

| Rang | Name           | Punkte | Siege |
| ---- | -------------- | ------ | ----- |
| 01   | Alex Ferreira  | 362    | 1     |
| 02   | David Wise     | 279    | 2     |
| 03   | Noah Bowman    | 230    | 1     |
| 04   | Simon d’Artois | 204    | 0     |
| 05   | Birk Irving    | 192    | 0     |
| 06   | Aaron Blunck   | 182    | 0     |
| 07   | Thomas Krief   | 160    | 1     |
| 08   | Kévin Rolland  | 138    | 0     |
| 09   | Kyle Smaine    | 134    | 1     |
| 10   | Robin Briguet  | 124    | 0     |

| Rang | Name           | Punkte | Siege |
| ---- | -------------- | ------ | ----- |
| 01   | Andri Ragettli | 420    | 1     |
| 02   | Ferdinand Dahl | 277    | 0     |
| 03   | Oscar Wester   | 272    | 1     |
| 04   | James Woods    | 229    | 1     |
| 05   | Øystein Bråten | 225    | 1     |
| 06   | Nick Goepper   | 195    | 1     |
| 07   | Alexander Hall | 184    | 1     |
| 08   | Jesper Tjäder  | 175    | 0     |
| 09   | Evan McEachran | 156    | 0     |
| 10   | Jonas Hunziker | 156    | 0     |

| Rang | Name               | Punkte | Siege |
| ---- | ------------------ | ------ | ----- |
| 01   | Christian Nummedal | 229    | 2     |
| 02   | Elias Ambühl       | 179    | 1     |
| 03   | Hugo Burvall       | 174    | 0     |
| 04   | Jonas Hunziker     | 121    | 0     |
| 05   | Elias Syrjä        | 115    | 0     |
| 06   | Øystein Bråten     | 110    | 0     |
| 07   | Ralph Welponer     | 102    | 0     |
| 08   | Mac Forehand       | 084    | 0     |
| 09   | Oscar Wester       | 080    | 0     |
| 10   | Andri Ragettli     | 060    | 0     |

### Podestplätze

#### Aerials
| Datum      | Ort                     | 1. Platz       | 2. Platz            | 3. Platz          |
| ---------- | ----------------------- | -------------- | ------------------- | ----------------- |
| 16.12.2017 | Secret Garden Skiresort | Jia Zongyang   | Maxim Huszik        | Lewis Irving      |
| 17.12.2017 | Secret Garden Skiresort | Jia Zongyang   | Qi Guangpu          | Anton Kuschnir    |
| 06.01.2018 | Moskau                  | Anton Kuschnir | Ilja Burow          | Stanislaw Nikitin |
| 12.01.2018 | Deer Valley             | Maxim Burow    | Qi Guangpu          | Anton Kuschnir    |
| 19.01.2017 | Lake Placid             | Jia Zongyang   | Oleksandr Abramenko | Olivier Rochon    |
| 20.01.2017 | Lake Placid             | Maxim Burow    | Anton Kuschnir      | Naoya Tabara      |

#### Moguls
| Datum      | Ort            | Disziplin   | 1. Platz             | 2. Platz             | 3. Platz             |
| ---------- | -------------- | ----------- | -------------------- | -------------------- | -------------------- |
| 09.12.2017 | Ruka           | Moguls      | Mikaël Kingsbury     | Dmitri Reicherd      | Pawel Kolmakow       |
| 21.12.2017 | Thaiwoo        | Moguls      | Mikaël Kingsbury     | Matt Graham          | Troy Murphy          |
| 22.12.2017 | Thaiwoo        | Moguls      | Mikaël Kingsbury     | Dmitri Reicherd      | Matt Graham          |
| 06.01.2018 | Calgary        | Moguls      | Mikaël Kingsbury     | Dmitri Reicherd      | Matt Graham          |
| 10.01.2018 | Deer Valley    | Moguls      | Mikaël Kingsbury     | Shō Endō             | Bradley Wilson       |
| 11.01.2018 | Deer Valley    | Moguls      | Mikaël Kingsbury     | Dmitri Reicherd      | Matt Graham          |
| 20.01.2018 | Mont-Tremblant | Moguls      | Ikuma Horishima      | Mikaël Kingsbury     | Dmitri Reicherd      |
| 03.03.2018 | Tazawako       | Moguls      | Ikuma Horishima      | Mikaël Kingsbury     | Dmitri Reicherd      |
| 04.03.2018 | Tazawako       | Dual Moguls | Ikuma Horishima      | Mikaël Kingsbury     | Dmitri Reicherd      |
| 10.03.2018 | Airolo         | Dual Moguls | Wettbewerb abgesagt. | Wettbewerb abgesagt. | Wettbewerb abgesagt. |
| 18.03.2018 | Megève         | Dual Moguls | Mikaël Kingsbury     | Benjamin Cavet       | Bradley Wilson       |

#### Skicross
| Datum        | Ort          | 1. Platz              | 2. Platz              | 3. Platz              |
| ------------ | ------------ | --------------------- | --------------------- | --------------------- |
| 07.12.2017   | Val Thorens  | Christopher Del Bosco | Arnaud Bovolenta      | Terence Tchiknavorian |
| 09.12.2017   | Val Thorens  | Wettkampf abgesagt.   | Wettkampf abgesagt.   | Wettkampf abgesagt.   |
| 12.12.2017 * | Arosa        | Viktor Andersson      | Kevin Drury           | Victor Öhling Norberg |
| 15.12.2017   | Montafon     | Sergei Ridsik         | Terence Tchiknavorian | Jean-Frédéric Chapuis |
| 21.12.2017   | Innichen     | Marc Bischofberger    | Christoph Wahrstötter | Thomas Zangerl        |
| 22.12.2017   | Innichen     | Marc Bischofberger    | Viktor Andersson      | Alex Fiva             |
| 13.01.2018   | Idre         | Alex Fiva             | Marc Bischofberger    | Jean-Frédéric Chapuis |
| 14.01.2018   | Idre         | Jean-Frédéric Chapuis | Alex Fiva             | Jonas Devouassoux     |
| 20.01.2018   | Nakiska      | Paul Eckert           | Christoph Wahrstötter | Marc Bischofberger    |
| 03.03.2018   | Sunny Valley | Jonas Lenherr         | Kevin Drury           | Jean-Frédéric Chapuis |
| 04.03.2018   | Sunny Valley | Kevin Drury           | Jonas Lenherr         | Filip Flisar          |
| 17.03.2018   | Megève       | Wettkampf abgesagt.   | Wettkampf abgesagt.   | Wettkampf abgesagt.   |

* Aufgrund des Rennausfalls wurden die Ergebnisse der Qualifikation gewertet.

#### Halfpipe
| Datum      | Ort                     | 1. Platz      | 2. Platz      | 3. Platz            |
| ---------- | ----------------------- | ------------- | ------------- | ------------------- |
| 01.09.2017 | Cardrona                | Alex Ferreira | Kévin Rolland | Simon d’Artois      |
| 08.12.2017 | Copper Mountain         | David Wise    | Noah Bowman   | Simon d’Artois      |
| 22.12.2017 | Secret Garden Skiresort | Thomas Krief  | Joel Gisler   | Robin Briguet       |
| 12.01.2018 | Snowmass                | David Wise    | Alex Ferreira | Aaron Blunck        |
| 19.01.2018 | Mammoth                 | Kyle Smaine   | Alex Ferreira | Torin Yater-Wallace |
| 22.03.2018 | Tignes                  | Noah Bowman   | Alex Ferreira | Simon d’Artois      |

#### Slopestyle
| Datum      | Ort        | 1. Platz             | 2. Platz             | 3. Platz             |
| ---------- | ---------- | -------------------- | -------------------- | -------------------- |
| 27.082017  | Cardrona   | James Woods          | Andri Ragettli       | Fabian Bösch         |
| 26.11.2017 | Stubai     | Øystein Bråten       | Evan McEachran       | Colby Stevenson      |
| 23.12.2017 | Font Romeu | Oscar Wester         | Ferdinand Dahl       | Øystein Bråten       |
| 13.01.2018 | Snowmass   | Andri Ragettli       | Ferdinand Dahl       | Øystein Bråten       |
| 21.01.2018 | Mammoth    | Teal Harle           | Andri Ragettli       | Evan McEachran       |
| 03.03.2018 | Silvaplana | Alexander Hall       | Andri Ragettli       | Ferdinand Dahl       |
| 16.03.2018 | Seiser Alm | Nick Goepper         | Andri Ragettli       | James Woods          |
| 25.03.2018 | Stoneham   | Wettbewerb abgesagt. | Wettbewerb abgesagt. | Wettbewerb abgesagt. |

#### Big Air
| Datum      | Ort             | 1. Platz            | 2. Platz            | 3. Platz            |
| ---------- | --------------- | ------------------- | ------------------- | ------------------- |
| 05.08.2017 | El Colorado     | Wettkampf abgesagt. | Wettkampf abgesagt. | Wettkampf abgesagt. |
| 03.11.2017 | Kopenhagen      | Wettkampf abgesagt. | Wettkampf abgesagt. | Wettkampf abgesagt. |
| 18.11.2017 | Mailand         | Elias Ambühl        | Hugo Burvall        | Andri Ragettli      |
| 01.12.2017 | Mönchengladbach | Christian Nummedal  | Oscar Wester        | Øystein Bråten      |
| 24.03.2018 | Stoneham        | Christian Nummedal  | Hugo Burvall        | Teal Harle          |

## Frauen

### Weltcupwertungen
| Rang | Name                  | Punkte |
| ---- | --------------------- | ------ |
| 01   | Sandra Näslund        | 87,00  |
| 02   | Xu Mengtao            | 67,50  |
| 03   | Jennie-Lee Burmansson | 64,14  |
| 04   | Perrine Laffont       | 60,70  |
| 05   | Hanna Huskowa         | 60,17  |
| 06   | Jaelin Kauf           | 56,10  |
| 07   | Cassie Sharpe         | 54,83  |
| 08   | Fanny Smith           | 53,90  |
| 09   | Brita Sigourney       | 51,00  |
| 10   | Brittany Phelan       | 48,90  |

| Rang | Name                     | Punkte | Siege |
| ---- | ------------------------ | ------ | ----- |
| 01   | Xu Mengtao               | 405    | 2     |
| 02   | Hanna Huskowa            | 361    | 1     |
| 03   | Kristina Spiridonowa     | 237    | 0     |
| 04   | Aljaksandra Ramanouskaja | 211    | 0     |
| 05   | Lydia Lassila            | 200    | 1     |
| 06   | Danielle Scott           | 185    | 1     |
| 07   | Laura Peel               | 180    | 0     |
| 08   | Kiley McKinnon           | 179    | 1     |
| 09   | Alexandra Orlowa         | 176    | 0     |
| 10   | Alina Gridnewa           | 170    | 0     |

| Rang | Name                    | Punkte | Siege |
| ---- | ----------------------- | ------ | ----- |
| 01   | Perrine Laffont         | 607    | 2     |
| 02   | Jaelin Kauf             | 561    | 2     |
| 03   | Britteny Cox            | 467    | 2     |
| 04   | Andi Naude              | 462    | 0     |
| 05   | Justine Dufour-Lapointe | 454    | 1     |
| 06   | Julija Galyschewa       | 420    | 1     |
| 07   | Tess Johnson            | 361    | 1     |
| 08   | Keaton McCargo          | 331    | 0     |
| 09   | Audrey Robichaud        | 287    | 0     |
| 10   | Chloé Dufour-Lapointe   | 254    | 0     |

| Rang | Name                     | Punkte | Siege |
| ---- | ------------------------ | ------ | ----- |
| 01   | Sandra Näslund           | 870    | 7     |
| 02   | Fanny Smith              | 539    | 2     |
| 03   | Brittany Phelan          | 429    | 0     |
| 04   | Heidi Zacher             | 474    | 1     |
| 05   | Marielle Berger Sabbatel | 422    | 0     |
| 06   | Georgia Simmerling       | 373    | 0     |
| 07   | Kelsey Serwa             | 344    | 0     |
| 08   | Alizée Baron             | 318    | 0     |
| 09   | Katrin Ofner             | 279    | 0     |
| 10   | Sami Kennedy-Sim         | 259    | 0     |

| Rang | Name              | Punkte | Siege |
| ---- | ----------------- | ------ | ----- |
| 01   | Cassie Sharpe     | 329    | 3     |
| 02   | Brita Sigourney   | 306    | 1     |
| 03   | Zhang Kexin       | 264    | 1     |
| 04   | Maddie Bowman     | 260    | 0     |
| 05   | Marie Martinod    | 241    | 1     |
| 06   | Carly Margulies   | 217    | 0     |
| 07   | Devin Logan       | 185    | 0     |
| 08   | Walerija Demidowa | 184    | 0     |
| 09   | Saori Suzuki      | 181    | 0     |
| 10   | Annalisa Drew     | 177    | 0     |

| Rang | Name                       | Punkte | Siege |
| ---- | -------------------------- | ------ | ----- |
| 01   | Jennie-Lee Burmansson      | 449    | 1     |
| 02   | Johanne Killi              | 270    | 1     |
| 03   | Caroline Claire            | 245    | 1     |
| 04   | Tess Ledeux                | 236    | 2     |
| 05   | Anastassija Tatalina       | 230    | 0     |
| 06   | Tiril Sjåstad Christiansen | 216    | 0     |
| 07   | Giulia Tanno               | 180    | 0     |
| 08   | Elena Gaskell              | 180    | 0     |
| 09   | Isabel Atkin               | 176    | 0     |
| 10   | Lana Prusakowa             | 160    | 0     |

| Rang | Name              | Punkte | Siege |
| ---- | ----------------- | ------ | ----- |
| 01   | Silvia Bertagna   | 162    | 0     |
| 02   | Giulia Tanno      | 160    | 1     |
| 03   | Dominique Ohaco   | 155    | 0     |
| 04   | Sarah Höfflin     | 130    | 0     |
| 05   | Dara Howell       | 100    | 1     |
| 05   | Coline Ballet-Baz | 100    | 1     |
| 07   | Johanne Killi     | 080    | 0     |
| 08   | Kea Kühnel        | 074    | 0     |
| 09   | Megan Cressey     | 060    | 0     |
| 10   | Elena Gaskell     | 045    | 0     |

### Podestplätze

#### Aerials
| Datum      | Ort                     | 1. Platz       | 2. Platz                 | 3. Platz             |
| ---------- | ----------------------- | -------------- | ------------------------ | -------------------- |
| 16.12.2017 | Secret Garden Skiresort | Hanna Huskowa  | Xu Mengtao               | Ashley Caldwell      |
| 17.12.2017 | Secret Garden Skiresort | Danielle Scott | Xu Mengtao               | Kristina Spiridonowa |
| 06.01.2018 | Moskau                  | Kiley McKinnon | Aljaksandra Ramanouskaja | Alexandra Orlowa     |
| 12.01.2018 | Deer Valley             | Xu Mengtao     | Kristina Spiridonowa     | Kong Fanyu           |
| 19.01.2017 | Lake Placid             | Lydia Lassila  | Hanna Huskowa            | Laura Peel           |
| 20.01.2017 | Lake Placid             | Xu Mengtao     | Lydia Lassila            | Laura Peel           |

#### Moguls
| Datum      | Ort            | Disziplin   | 1. Platz                | 2. Platz                | 3. Platz                |
| ---------- | -------------- | ----------- | ----------------------- | ----------------------- | ----------------------- |
| 09.12.2017 | Ruka           | Moguls      | Britteny Cox            | Audrey Robichaud        | Marika Pertachija       |
| 21.12.2017 | Thaiwoo        | Moguls      | Jaelin Kauf             | Julija Galyschewa       | Andi Naude              |
| 22.12.2017 | Thaiwoo        | Moguls      | Julija Galyschewa       | Jaelin Kauf             | Andi Naude              |
| 06.01.2018 | Calgary        | Moguls      | Britteny Cox            | Perrine Laffont         | Justine Dufour-Lapointe |
| 10.01.2018 | Deer Valley    | Moguls      | Perrine Laffont         | Jaelin Kauf             | Morgan Schild           |
| 11.01.2018 | Deer Valley    | Moguls      | Jaelin Kauf             | Perrine Laffont         | Morgan Schild           |
| 20.01.2018 | Mont-Tremblant | Moguls      | Justine Dufour-Lapointe | Andi Naude              | Julija Galyschewa       |
| 03.03.2018 | Tazawako       | Moguls      | Perrine Laffont         | Justine Dufour-Lapointe | Keaton McCargo          |
| 04.03.2018 | Tazawako       | Dual Moguls | Tess Johnson            | Britteny Cox            | Laura Grasemann         |
| 10.03.2018 | Airolo         | Dual Moguls | Wettbewerb abgesagt.    | Wettbewerb abgesagt.    | Wettbewerb abgesagt.    |
| 18.03.2018 | Megève         | Dual Moguls | Jaelin Kauf             | Perrine Laffont         | Justine Dufour-Lapointe |

#### Skicross
| Datum        | Ort          | 1. Platz            | 2. Platz                 | 3. Platz            |
| ------------ | ------------ | ------------------- | ------------------------ | ------------------- |
| 07.12.2017   | Val Thorens  | Sandra Näslund      | Heidi Zacher             | Kelsey Serwa        |
| 09.12.2017   | Val Thorens  | Wettkampf abgesagt. | Wettkampf abgesagt.      | Wettkampf abgesagt. |
| 12.12.2017 * | Arosa        | Sandra Näslund      | Heidi Zacher             | Brittany Phelan     |
| 15.12.2017   | Montafon     | Fanny Smith         | Heidi Zacher             | Sandra Näslund      |
| 21.12.2017   | Innichen     | Heidi Zacher        | Georgia Simmerling       | Sandra Näslund      |
| 22.12.2017   | Innichen     | Sandra Näslund      | Marielle Berger Sabbatel | Georgia Simmerling  |
| 13.01.2018   | Idre         | Sandra Näslund      | Marielle Berger Sabbatel | India Sherret       |
| 14.01.2018   | Idre         | Sandra Näslund      | Fanny Smith              | Heidi Zacher        |
| 20.01.2018   | Nakiska      | Sandra Näslund      | Marielle Berger Sabbatel | Alizée Baron        |
| 03.03.2018   | Sunny Valley | Fanny Smith         | Brittany Phelan          | Katrin Ofner        |
| 04.03.2018   | Sunny Valley | Sandra Näslund      | Brittany Phelan          | Fanny Smith         |
| 17.03.2018   | Megève       | Wettkampf abgesagt. | Wettkampf abgesagt.      | Wettkampf abgesagt. |

* Aufgrund des Rennausfalls wurden die Ergebnisse der Qualifikation gewertet.

#### Halfpipe
| Datum      | Ort                     | 1. Platz        | 2. Platz        | 3. Platz          |
| ---------- | ----------------------- | --------------- | --------------- | ----------------- |
| 01.09.2017 | Cardrona                | Cassie Sharpe   | Kelly Sildaru   | Marie Martinod    |
| 08.12.2017 | Copper Mountain         | Marie Martinod  | Devin Logan     | Zhang Kexin       |
| 22.12.2017 | Secret Garden Skiresort | Zhang Kexin     | Yurie Watabe    | Walerija Demidowa |
| 12.01.2018 | Snowmass                | Cassie Sharpe   | Brita Sigourney | Ayana Onozuka     |
| 19.01.2018 | Mammoth                 | Brita Sigourney | Maddie Bowman   | Devin Logan       |
| 22.03.2018 | Tignes                  | Cassie Sharpe   | Marie Martinod  | Brita Sigourney   |

#### Slopestyle
| Datum      | Ort        | 1. Platz                   | 2. Platz              | 3. Platz                   |
| ---------- | ---------- | -------------------------- | --------------------- | -------------------------- |
| 27.08.2017 | Cardrona   | Kelly Sildaru              | Giulia Tanno          | Jennie-Lee Burmansson      |
| 26.11.2017 | Stubai     | Jennie-Lee Burmansson      | Katie Summerhayes     | Caroline Claire            |
| 23.12.2017 | Font Romeu | Tess Ledeux                | Jennie-Lee Burmansson | Tiril Sjåstad Christiansen |
| 13.01.2018 | Snowmass   | Johanne Killi              | Maggie Voisin         | Isabel Atkin               |
| 21.01.2018 | Mammoth    | Tiril Sjåstad Christiansen | Jennie-Lee Burmansson | Caroline Claire            |
| 03.03.2018 | Silvaplana | Tess Ledeux                | Johanne Killi         | Jennie-Lee Burmansson      |
| 16.03.2018 | Seiser Alm | Caroline Claire            | Isabel Atkin          | Yuki Tsubota               |
| 25.03.2018 | Stoneham   | Wettkampf abgesagt.        | Wettkampf abgesagt.   | Wettkampf abgesagt.        |

#### Big Air
| Datum      | Ort             | 1. Platz            | 2. Platz            | 3. Platz            |
| ---------- | --------------- | ------------------- | ------------------- | ------------------- |
| 05.08.2017 | El Colorado     | Wettkampf abgesagt. | Wettkampf abgesagt. | Wettkampf abgesagt. |
| 03.11.2017 | Kopenhagen      | Wettkampf abgesagt. | Wettkampf abgesagt. | Wettkampf abgesagt. |
| 18.11.2017 | Mailand         | Coline Ballet-Baz   | Johanne Killi       | Giulia Tanno        |
| 01.12.2017 | Mönchengladbach | Giulia Tanno        | Sarah Höfflin       | Dominique Ohaco     |
| 24.03.2018 | Stoneham        | Dara Howell         | Silvia Bertagna     | Megan Cressey       |

## Mixed-Team (Aerials)
| Datum      | Austragungsort          | Sieger                                                   | Zweiter                                               | Dritter                                         |
| ---------- | ----------------------- | -------------------------------------------------------- | ----------------------------------------------------- | ----------------------------------------------- |
| 17.12.2017 | Secret Garden Skiresort | Volksrepublik China 1 Xu Mengtao Qi Guangpu Jia Zongyang | Australien Samantha Wells Danielle Scott David Morris | Russland Ljubow Nikitina Ilja Burow Maxim Burow |